# هنگرائی
هنگرائی (به انگلیسی: Hangrai) یک روستا در پاکستان است که در ناحیه مانسهره واقع شده‌است. هنگرائی ۱٬۵۲۴٫۰۲ متر بالاتر از سطح دریا واقع شده‌است.